# Distretto di Jawor
Il distretto di Jawor (in polacco powiat jaworski) è un distretto polacco appartenente al voivodato della Bassa Slesia.

## Geografia antropica

### Suddivisioni amministrative
Il distretto comprende 6 comuni.
- Comuni urbani: Jawor
- Comuni urbano-rurali: Bolków
- Comuni rurali: Męcinka, Mściwojów, Paszowice, Wądroże Wielkie